# کلادیو سانچز
کلادیو سانچز (انگلیسی: Claudio Sanchez؛ زادهٔ ۱۲ مارس ۱۹۷۸) یک موسیقی‌دان اهل ایالات متحده آمریکا است. وی از سال ۱۹۹۵ میلادی تاکنون مشغول فعالیت بوده‌است.